# Иньиго Хименес
И́ньиго Химе́нес (исп. Íñigo Ximenes) (конец VIII—начало IX веков) — отец первого короля Памплоны (Наварры) Иньиго I Аристы. Как первый засвидетельствованный в исторических источниках предок ранних королей Памплоны, он считается родоначальником династии Ариста.

## Биография

Пиренейский полуостров в начале IX века

Иньиго известен только по упоминанию патронима его сына, Иньиго Иньигеса, в хрониках испано-мусульманских историков Ибн Хаййана и аль-Удри. Эти же авторы сообщают о браке неизвестной по имени матери Иньиго Аристы с главой мусульманской семьи Бану Каси Мусой I ибн Фортуном и о рождении ей в 787 или 801 году сына Мусы II. Точно неизвестно, был ли это её первый или уже второй брак. Среди историков существуют сторонники обеих гипотез, но в настоящее время преобладает мнение, что это был её первый брак, завершившийся с гибелью её мужа в 788 году, после чего она вышла замуж за Иньиго. Этот брак позволил ему получить помощь от Бану Каси в борьбе за обладание Памплоной, правителем которой он, возможно, сумел стать в 799—803 годах. «Кодекс Роды» называет детьми Иньиго двух сыновей: короля Наварры Иньиго Аристу (умер в 851 или в 852 году) и его брата Фортуна Иньигеса (погиб в 843 году).
Бо́льшая часть современных историков называют отцом Иньиго баскского графа Химено Сильного, чьим владением, вероятно, в 781 году была Памплона, но достоверных данных, позволяющих подтвердить это родство, пока не обнаружено. Существует также мнение, что именно к Иньиго Хименесу, а не к его сыну Иньиго Аристе, относятся сведения средневековых исторических хроник (например, хроники Родриго Хименеса де Рады) о приезде Иньиго, также как и его сын носившего прозвище Ариста, в Наварру из Бигорра. Однако широкой поддержки среди историков эта теория не получила.